# Estcourt (Afrique du Sud)
Estcourt (/ɛskɒrt/) est une ville du district uThukela de la province du KwaZulu-Natal, en Afrique du Sud. 

## Géographie
Estcourt est située au confluent des rivières Bushman et Little Bushman. Elle se trouve sur la principale ligne de chemin de fer Durban-Johannesburg à environ 160 km au nord de Durban et à 25 km au sud de la rivière Tugela. Dans les années passées, la route principale, devenue ensuite la N3, traversait la ville. La ville elle-même est à 1196 m au-dessus du niveau de la mer, et se trouve dans un pays vallonné qui domine les Midlands Natal. Le Drakensberg se trouve à 41 km à l’ouest de la ville.

## Histoire
Les premiers habitants identifiables de la région d’Estcourt étaient les Bushmen, un peuple de chasseurs-cueilleurs. Des peintures rupestres datant de quatre différentes périodes de l’âge de fer ont été trouvées sur la ferme Hattingsvlakte. Les bushmen furent "déplacés" par les Bantous, un peuple pastoral, et en particulier les Zoulous, une tribu dont les origines en tant que nation remontent au début du XVIIIe siècle. Les Bushmen cherchèrent refuge dans les contreforts des Drakensberg. Au début du XIXe siècle le roi zoulou Chaka étendit son empire durant ce que l'on a appelé le Mfecane.
La première colonie dans la région de l’Estcourt remonte à 1838, lorsqu’un groupe de Voortrekkers campa sur les rives de la rivière Bushman en prévision de la sécurisation des terres de Dingane kaSenzangakhona, le roi zoulou alors en activité. Le négociateur, Piet Retief, et son groupe furent tués par Dingane le 6 février 1838, et le 17 février des attaques, connues sous le nom de massacre de Weenen, furent lancées sur les campements des Voortrekkers le long des rivières Bloukrans, Bushman et Mooi.

## Économie
L’activité économique principale y est l’agriculture, mais on trouve également de grandes usines d'agroalimentaire (bacon et aliments transformés). 

## Personnages liés à la ville
- Mark Bristow, PDG de Randgold Resources, né à Estcourt[4]
- Henry Honiball, joueur de Rugby (1993–1999)[5]
- Charmaine Weavers, athlète sud-africaine née en 1964
- Jack Condon, tennisman, mort en 1967